# Кубок Англії з футболу 1954—1955
Кубок Англії з футболу 1954—1955 — 74-й розіграш найстарішого футбольного турніру у світі, Кубка виклику Футбольної Асоціації, також відомого як Кубок Англії. Вшосте титул здобув Ньюкасл Юнайтед.

## Перший раунд
| Дата                      | Господарі                | Рахунок | Гості                       |
| ------------------------- | ------------------------ | ------- | --------------------------- |
| 20 листопада              | Барнет                   | 1:4     | Саутгемптон                 |
| 20 листопада              | Барроу                   | 1:1     | Дарлінгтон                  |
| 24 листопада Перегравання | Дарлінгтон               | 2:1     | Барроу                      |
| 20 листопада              | Бристоль Сіті            | 1:2     | Саутенд Юнайтед             |
| 20 листопада              | Дорчестер Таун           | 1:0     | Бедфорд Таун                |
| 20 листопада              | Редінг                   | 3:3     | Колчестер Юнайтед           |
| 25 листопада Перегравання | Колчестер Юнайтед        | 1:2     | Редінг                      |
| 20 листопада              | Волсолл                  | 5:2     | Шрусбері Таун               |
| 20 листопада              | Джиллінгем               | 2:0     | Ньюпорт Каунті              |
| 20 листопада              | Грімсбі Таун             | 2:1     | Галіфакс Таун               |
| 20 листопада              | Свіндон Таун             | 0:2     | Крістал Пелес               |
| 20 листопада              | Бішоп Окленд             | 5:1     | Кеттерінг Таун              |
| 20 листопада              | Транмер Роверз           | 3:3     | Рочдейл                     |
| 24 листопада Перегравання | Рочдейл                  | 1:0     | Транмер Роверз              |
| 20 листопада              | Стокпорт Каунті          | 0:1     | Карлайл Юнайтед             |
| 20 листопада              | Квінз Парк Рейнджерс     | 2:2     | Волтемстоу Авеню            |
| 25 листопада Перегравання | Волтемстоу Авеню         | 2:2     | Квінз Парк Рейнджерс        |
| 29 листопада Перегравання | Квінз Парк Рейнджерс     | 0:4     | Волтемстоу Авеню            |
| 20 листопада              | Аккрінгтон Стенлі        | 7:1     | Кресвелл Кольєрі            |
| 20 листопада              | Барнслі                  | 3:2     | Віган Атлетік               |
| 20 листопада              | Брентфорд                | 2:1     | Нанітон Боро                |
| 20 листопада              | Крук Таун                | 5:3     | Стенлі Юнайтед              |
| 20 листопада              | Нортгемптон Таун         | 0:1     | Ковентрі Сіті               |
| 20 листопада              | Брайтон енд Гоув Альбіон | 5:0     | Танбрідж Веллс Юнайтед      |
| 20 листопада              | Норвіч Сіті              | 4:2     | Гедінгтон Юнайтед           |
| 20 листопада              | Бредфорд Сіті            | 3:1     | Менсфілд Таун               |
| 20 листопада              | Міллволл                 | 3:2     | Ексетер Сіті                |
| 20 листопада              | Олдем Атлетік            | 1:0     | Кру Александра              |
| 20 листопада              | Фрум Таун                | 0:3     | Лейтон Орієнт               |
| 20 листопада              | Бредфорд Парк-Авеню      | 2:0     | Саутпорт                    |
| 20 листопада              | Гартліпул Юнайтед        | 1:0     | Честерфілд                  |
| 20 листопада              | Селбі Таун               | 2:1     | Ріл                         |
| 20 листопада              | Торкі Юнайтед            | 4:0     | Кембридж Юнайтед            |
| 20 листопада              | Воркінгтон               | 5:1     | Гайд Юнайтед                |
| 20 листопада              | Йорк Сіті                | 3:2     | Скарборо                    |
| 20 листопада              | Нетерфілд                | 3:3     | Рексем                      |
| 24 листопада Перегравання | Рексем                   | 4:0     | Нетерфілд                   |
| 20 листопада              | Олдершот                 | 3:1     | Челмсфорд Сіті              |
| 20 листопада              | Горден Ком'юніті Велфар  | 0:1     | Сканторп-енд-Ліндсі Юнайтед |
| 20 листопада              | Ґейтсгед                 | 6:0     | Честер                      |
| 20 листопада              | Хаунслоу Таун            | 2:4     | Гастінгс Юнайтед            |
| 20 листопада              | Бостон Юнайтед           | 1:1     | Блайт Спартанс              |
| 24 листопада Перегравання | Блайт Спартанс           | 5:4     | Бостон Юнайтед              |
| 20 листопада              | Мертір-Тідвіл            | 1:1     | Веллінгтон Таун             |
| 24 листопада Перегравання | Веллінгтон Таун          | 1:6     | Мертір-Тідвіл               |
| 20 листопада              | Гінклі Атлетік           | 4:3     | Ньюпорт                     |
| 20 листопада              | Барнстапл Таун           | 1:4     | Борнмут енд Боском Атлетік  |
| 20 листопада              | Корбі Таун               | 0:2     | Вотфорд                     |

## Другий раунд
До другого раунду увійшли переможці першого раунду. 
| Дата                   | Господарі                  | Рахунок | Гості                       |
| ---------------------- | -------------------------- | ------- | --------------------------- |
| 11 грудня              | Борнмут енд Боском Атлетік | 1:0     | Олдем Атлетік               |
| 11 грудня              | Дорчестер Таун             | 2:5     | Йорк Сіті                   |
| 11 грудня              | Рочдейл                    | 2:1     | Гінклі Атлетік              |
| 11 грудня              | Джиллінгем                 | 1:1     | Редінг                      |
| 13 грудня Перегравання | Редінг                     | 5:3     | Джиллінгем                  |
| 11 грудня              | Грімсбі Таун               | 4:1     | Саутгемптон                 |
| 11 грудня              | Рексем                     | 1:2     | Волсолл                     |
| 11 грудня              | Брентфорд                  | 4:1     | Крук Таун                   |
| 11 грудня              | Ковентрі Сіті              | 4:0     | Сканторп-енд-Ліндсі Юнайтед |
| 11 грудня              | Норвіч Сіті                | 0:0     | Брайтон енд Гоув Альбіон    |
| 15 грудня Перегравання | Брайтон енд Гоув Альбіон   | 5:1     | Норвіч Сіті                 |
| 11 грудня              | Бредфорд Сіті              | 7:1     | Мертір-Тідвіл               |
| 11 грудня              | Міллволл                   | 3:2     | Аккрінгтон Стенлі           |
| 11 грудня              | Карлайл Юнайтед            | 2:2     | Вотфорд                     |
| 15 грудня Перегравання | Вотфорд                    | 4:1     | Карлайл Юнайтед             |
| 11 грудня              | Крістал Пелес              | 2:4     | Бішоп Окленд                |
| 11 грудня              | Бредфорд Парк-Авеню        | 2:3     | Саутенд Юнайтед             |
| 11 грудня              | Гартліпул Юнайтед          | 4:0     | Олдершот                    |
| 11 грудня              | Блайт Спартанс             | 1:3     | Торкі Юнайтед               |
| 11 грудня              | Селбі Таун                 | 0:2     | Гастінгс Юнайтед            |
| 11 грудня              | Волтемстоу Авеню           | 0:3     | Дарлінгтон                  |
| 11 грудня              | Ґейтсгед                   | 3:3     | Барнслі                     |
| 16 грудня Перегравання | Барнслі                    | 0:1     | Ґейтсгед                    |
| 11 грудня              | Лейтон Орієнт              | 0:1     | Воркінгтон                  |

## Третій раунд
| Дата                  | Господарі                  | Рахунок | Гості                    |
| --------------------- | -------------------------- | ------- | ------------------------ |
| 8 січня               | Блекпул                    | 0:2     | Йорк Сіті                |
| 8 січня               | Борнмут енд Боском Атлетік | 0:1     | Вест-Бромвіч Альбіон     |
| 8 січня               | Бері                       | 1:1     | Сток Сіті                |
| 12 січня Перегравання | Сток Сіті                  | 1:1     | Бері                     |
| 17 січня Перегравання | Бері                       | 3:3     | Сток Сіті                |
| 19 січня Перегравання | Сток Сіті                  | 2:2     | Бері                     |
| 24 січня Перегравання | Бері                       | 2:3     | Сток Сіті                |
| 8 січня               | Рочдейл                    | 1:3     | Чарльтон Атлетік         |
| 8 січня               | Вотфорд                    | 1:2     | Донкастер Роверз         |
| 8 січня               | Редінг                     | 1:1     | Манчестер Юнайтед        |
| 12 січня Перегравання | Манчестер Юнайтед          | 4:1     | Редінг                   |
| 8 січня               | Блекберн Роверз            | 0:2     | Свонсі Сіті              |
| 8 січня               | Шеффілд Венсдей            | 2:1     | Гастінгс Юнайтед         |
| 8 січня               | Болтон Вондерерз           | 3:1     | Міллволл                 |
| 8 січня               | Грімсбі Таун               | 2:5     | Вулвергемптон Вондерерз  |
| 8 січня               | Мідлсбро                   | 1:4     | Ноттс Каунті             |
| 8 січня               | Сандерленд                 | 1:0     | Бернлі                   |
| 8 січня               | Дербі Каунті               | 1:3     | Манчестер Сіті           |
| 8 січня               | Лінкольн Сіті              | 1:1     | Ліверпуль                |
| 12 січня Перегравання | Ліверпуль                  | 1:0     | Лінкольн Сіті            |
| 8 січня               | Лутон Таун                 | 5:0     | Воркінгтон               |
| 8 січня               | Евертон                    | 3:1     | Саутенд Юнайтед          |
| 8 січня               | Шеффілд Юнайтед            | 1:3     | Ноттінгем Форест         |
| 8 січня               | Іпсвіч Таун                | 2:2     | Бішоп Окленд             |
| 12 січня Перегравання | Бішоп Окленд               | 3:0     | Іпсвіч Таун              |
| 8 січня               | Фулгем                     | 2:3     | Престон Норт-Енд         |
| 8 січня               | Брентфорд                  | 1:1     | Бредфорд Сіті            |
| 12 січня Перегравання | Бредфорд Сіті              | 2:2     | Брентфорд                |
| 20 січня Перегравання | Брентфорд                  | 1:0     | Бредфорд Сіті            |
| 8 січня               | Бристоль Роверз            | 2:1     | Портсмут                 |
| 8 січня               | Вест Гем Юнайтед           | 2:2     | Порт Вейл                |
| 10 січня Перегравання | Порт Вейл                  | 3:1     | Вест Гем Юнайтед         |
| 8 січня               | Брайтон енд Гоув Альбіон   | 2:2     | Астон Вілла              |
| 10 січня Перегравання | Астон Вілла                | 4:2     | Брайтон енд Гоув Альбіон |
| 8 січня               | Плімут Аргайл              | 0:1     | Ньюкасл Юнайтед          |
| 8 січня               | Галл Сіті                  | 0:2     | Бірмінгем Сіті           |
| 8 січня               | Челсі                      | 2:0     | Волсолл                  |
| 8 січня               | Гартліпул Юнайтед          | 1:1     | Дарлінгтон               |
| 12 січня Перегравання | Дарлінгтон                 | 2:2     | Гартліпул Юнайтед        |
| 17 січня Перегравання | Гартліпул Юнайтед          | 2:0     | Дарлінгтон               |
| 8 січня               | Гаддерсфілд Таун           | 3:3     | Ковентрі Сіті            |
| 13 січня Перегравання | Ковентрі Сіті              | 1:2     | Гаддерсфілд Таун         |
| 8 січня               | Арсенал                    | 1:0     | Кардіфф Сіті             |
| 8 січня               | Лідс Юнайтед               | 2:2     | Торкі Юнайтед            |
| 12 січня Перегравання | Торкі Юнайтед              | 4:0     | Лідс Юнайтед             |
| 8 січня               | Ротергем Юнайтед           | 1:0     | Лестер Сіті              |
| 8 січня               | Ґейтсгед                   | 0:2     | Тоттенгем Готспур        |

## Четвертий раунд
У цьому раунді зіграли переможці попереднього етапу.
| Дата                   | Господарі               | Рахунок | Гості             |
| ---------------------- | ----------------------- | ------- | ----------------- |
| 29 січня               | Престон Норт-Енд        | 3:3     | Сандерленд        |
| 2 лютого Перегравання  | Сандерленд              | 2:0     | Престон Норт-Енд  |
| 29 січня               | Шеффілд Венсдей         | 1:1     | Ноттс Каунті      |
| 3 лютого Перегравання  | Ноттс Каунті            | 1:0     | Шеффілд Венсдей   |
| 29 січня               | Вулвергемптон Вондерерз | 1:0     | Арсенал           |
| 29 січня               | Вест-Бромвіч Альбіон    | 2:4     | Чарльтон Атлетік  |
| 29 січня               | Евертон                 | 0:4     | Ліверпуль         |
| 29 січня               | Донкастер Роверз        | 0:0     | Астон Вілла       |
| 2 лютого Перегравання  | Астон Вілла             | 2:2     | Донкастер Роверз  |
| 7 лютого Перегравання  | Донкастер Роверз        | 1:1     | Астон Вілла       |
| 14 лютого Перегравання | Астон Вілла             | 0:0     | Донкастер Роверз  |
| 15 лютого Перегравання | Донкастер Роверз        | 3:1     | Астон Вілла       |
| 29 січня               | Бішоп Окленд            | 1:3     | Йорк Сіті         |
| 29 січня               | Ньюкасл Юнайтед         | 3:2     | Брентфорд         |
| 29 січня               | Тоттенгем Готспур       | 4:2     | Порт Вейл         |
| 29 січня               | Манчестер Сіті          | 2:0     | Манчестер Юнайтед |
| 29 січня               | Бристоль Роверз         | 1:3     | Челсі             |
| 29 січня               | Гартліпул Юнайтед       | 1:1     | Ноттінгем Форест  |
| 2 лютого Перегравання  | Ноттінгем Форест        | 2:1     | Гартліпул Юнайтед |
| 29 січня               | Свонсі Сіті             | 3:1     | Сток Сіті         |
| 29 січня               | Торкі Юнайтед           | 0:1     | Гаддерсфілд Таун  |
| 29 січня               | Ротергем Юнайтед        | 1:5     | Лутон Таун        |
| 29 січня               | Бірмінгем Сіті          | 2:1     | Болтон Вондерерз  |

## П'ятий раунд
На цьому етапі зіграли переможці попереднього раунду.
| Дата                   | Господарі               | Рахунок | Гості             |
| ---------------------- | ----------------------- | ------- | ----------------- |
| 19 лютого              | Ліверпуль               | 0:2     | Гаддерсфілд Таун  |
| 19 лютого              | Ноттс Каунті            | 1:0     | Челсі             |
| 19 лютого              | Ноттінгем Форест        | 1:1     | Ньюкасл Юнайтед   |
| 28 лютого Перегравання | Ньюкасл Юнайтед         | 2:2     | Ноттінгем Форест  |
| 2 березня Перегравання | Ньюкасл Юнайтед         | 2:1     | Ноттінгем Форест  |
| 19 лютого              | Вулвергемптон Вондерерз | 4:1     | Чарльтон Атлетік  |
| 19 лютого              | Лутон Таун              | 0:2     | Манчестер Сіті    |
| 19 лютого              | Свонсі Сіті             | 2:2     | Сандерленд        |
| 23 лютого Перегравання | Сандерленд              | 1:0     | Свонсі Сіті       |
| 19 лютого              | Йорк Сіті               | 3:1     | Тоттенгем Готспур |
| 19 лютого              | Бірмінгем Сіті          | 2:1     | Донкастер Роверз  |

## Шостий раунд
На цьому етапі зіграли переможці попереднього раунду.
| Дата                    | Господарі        | Рахунок | Гості                   |
| ----------------------- | ---------------- | ------- | ----------------------- |
| 12 березня              | Ноттс Каунті     | 0:1     | Йорк Сіті               |
| 12 березня              | Сандерленд       | 2:0     | Вулвергемптон Вондерерз |
| 12 березня              | Гаддерсфілд Таун | 1:1     | Ньюкасл Юнайтед         |
| 16 березня Перегравання | Ньюкасл Юнайтед  | 2:0     | Гаддерсфілд Таун        |
| 12 березня              | Бірмінгем Сіті   | 0:1     | Манчестер Сіті          |

## Півфінали
У півфіналах зіграли команди, що перемогли на попередньому етапі.
| Дата                    | Господарі       | Рахунок | Гості           |
| ----------------------- | --------------- | ------- | --------------- |
| 26 березня              | Ньюкасл Юнайтед | 1:1     | Йорк Сіті       |
| 30 березня Перегравання | Йорк Сіті       | 0:2     | Ньюкасл Юнайтед |
| 26 березня              | Манчестер Сіті  | 1:0     | Сандерленд      |

## Фінал
| 7 травня 1955 |

| Ньюкасл Юнайтед                   | 3:1      | Манчестер Сіті |
| --------------------------------- | -------- | -------------- |
| Мілберн 1' Мітчелл 52' Ханнах 59' | Протокол | Джонстоун 45'  |

| Вемблі, Лондон Глядачів: 100 000 Арбітр: Рег Ліф |